# ISO 3166-2:SZ
ISO 3166-2:SZはISOの3166-2規格のうち、SZで始まるものである。エスワティニの行政区分コードを意味する。エスワティニはISO 3166-1(ISO 3166-1 alpha-2)で、SZを国コードとして割り振られている。エスワティニの行政区画は4地方 (District)に分けられている。

## コード
| コード | 行政区画名       | スワジ語表記 | 英語表記   |
| ------ | ---------------- | ------------ | ---------- |
| SZ-HH  | ホホ地方         | Hhohho       | Hhohho     |
| SZ-LU  | ルボンボ地方     | Lubombo      | Lubombo    |
| SZ-MA  | マンジニ地方     | Manzini      | Manzini    |
| SZ-SH  | シセルウェニ地方 | Shiselweni   | Shiselweni |